# Domechinus
Domechinus is een geslacht van uitgestorven zee-egels uit de familie Faujasiidae. Vertegenwoordigers van dit geslacht zijn slechts als fossiel bekend.

## Soorten
- Domechinus teixeirai Gonçalves, 1965 †